# 赫連皇后
赫連皇后（かくれんこうごう、? - 453年）は、中国の北魏の太武帝の皇后。

## 経歴
夏の赫連勃勃の娘として生まれた。427年（始光4年）、太武帝が統万を平定すると、赫連氏はふたりの妹とともに後宮に入れられて貴人となった。432年（延和元年）1月、皇后に立てられた。452年（承平元年）3月、太武帝が殺害され、南安王拓跋余が即位すると、赫連皇后は皇太后となった。10月、文成帝が即位すると、赫連皇太后は太皇太后となった。453年（興安2年）閏月、死去した。金陵に陪葬された。

## 伝記資料
- 『魏書』巻13 列伝第1
- 『北史』巻13 列伝第1